# バナナチップス・ラヴ
『バナナチップス・ラブ』（BANANACHIPS LOVE）は、フジテレビで木曜深夜に放映されていたテレビドラマ。全12話。松雪泰子の初主演作である。
主人公である日本人がニューヨーク滞在と多くの人々との出会いを経て、自分を見つめなおすまでを描く。
当時としては異例の全編ニューヨークロケが行なわれた。

## 放送日
1991年10月 - 1991年12月、木曜深夜24:40〜25:10

## スタッフ
- 監督・脚本：高城剛
- 脚本：信本敬子
- 構成：右近亨
- プロデューサー：中村直也
- 音楽：藤原ヒロシ、Dub Master X
- 衣装：Yoji Yamamoto

## キャスト
- リサ - 松雪泰子
- 隆 - ボビー大倉
- ユキ - 渡辺真起子
- イキー(サンキ・リー)：リサに恋する。ニューヨークに滞在中、リサを助ける
- イワン：リサの下の部屋に住む男性。刺青を入れた巨漢で、いつも赤いバンダナをしている。イキーが勤めるピザ屋の店長

- ジョン&ポール：同じアパートに住む息がピッタリな双子のドラァグクイーン。リサを助け、相談にものる。
- ロイ：日本語ペラペラでリサの親友。ニューヨーク滞在中、アパートの世話をしたり、悩みを聞いたりしてくれる。
- スカイトップ：フライングパンサーレイディオ108FMのMC。ヘリコプターからFM中継している。
- マギー：リサが住むアパートの管理人。白髪で髪ぼさぼさ。
- トラオ - 高城剛 ：移民局に捕まる日本人
- ロブ - ティモシー・リアリー(特別出演)：セントラルパークで絵を描いている老人

## ストーリー
自分を見失い、恋人と別れ、目的も無しにニューヨークに来たリサ（松雪泰子）は住むマンションも決め、毎日を送るのだがやがて元恋人の隆（ボビー大倉）と再会する。久しぶりに会う隆に再び恋愛感情を持つが、隆の影にはユキ(渡辺真起子)という女性があった…

## テーマ曲
- オープニング

Original Love 『月の裏で会いましょう』
- 劇中歌

藤原ヒロシ 『DAWN』、DUB MASTER X『Sentimental Dub』
- エンディング

メロディー・セクストン with パチニサウンドファクトリー『Give us a chance』　

## ビデオ・視聴方法
ポニーキャニオンからVHSビデオ（ポニーキャニオン - ASIN： B00005FSM3、B00005FSM4）が全2巻発売されていたが、現在は廃盤。

## 総集編・続編
放送終了後に　総集編『CLUB BANANA CHIPS』が放送された。
また、東京を舞台にした続編『アルファベット2/3』（主演・貴島サリオ）が1992年4月から水曜深夜24:40～25:10に放送された。

## その後
番組終了後、後番組として坂井真紀主演のロンドンロケドラマ『90日間トテナム・パブ』が放送された。

## ネット局
| 放送対象地域   | 放送局                    | 系列           | 放送日時                    | ネット状況 |
| -------------- | ------------------------- | -------------- | --------------------------- | ---------- |
| 関東広域圏     | フジテレビ（CX）          | フジテレビ系列 | 金曜（木曜深夜）0:40 - 1:10 | 制作局     |
| 北海道         | 北海道文化放送（uhb）     | フジテレビ系列 | 水曜（火曜深夜）0:40 - 1:10 |            |
| 岩手県         | 岩手めんこいテレビ（mit） | フジテレビ系列 | 水曜（火曜深夜）0:30 - 1:00 |            |
| 長野県         | 長野放送（NBS）           | フジテレビ系列 | 水曜（火曜深夜）1:00 - 1:30 |            |
| 静岡県         | テレビ静岡（SUT）         | フジテレビ系列 | 金曜（木曜深夜）0:40 - 1:10 |            |
| 富山県         | 富山テレビ（T34）         | フジテレビ系列 | 水曜（火曜深夜）0:35 - 1:05 |            |
| 石川県         | 石川テレビ（ITC）         | フジテレビ系列 | 水曜（火曜深夜）0:35 - 1:05 |            |
| 中京広域圏     | 東海テレビ（THK）         | フジテレビ系列 | 水曜（火曜深夜）1:50 - 2:20 |            |
| 岡山県・香川県 | 岡山放送（OHK）           | フジテレビ系列 | 金曜（木曜深夜）0:40 - 1:10 |            |
| 熊本県         | テレビ熊本（TKU）         | フジテレビ系列 | 金曜（木曜深夜）1:00 - 1:30 |            |